# اوا اورتمان
اِوا اورتمان (به آلمانی: Eva Orthmann) (زادهٔ ۱۹۷۰ در زاربروکن) ایران‌شناس و اسلام‌شناس اهل آلمان است.

## زندگی
اورتمان پس از تحصیل (۱۹۸۹–۱۹۹۵) مطالعات اسلامی و ایران‌شناسی در دانشگاه توبینگن و دکتری (۱۹۹۵–۲۰۰۰) در دانشگاه هاله-ویتنبرگ، از سال ۲۰۰۰ تا ۲۰۰۵ استادیار دانشگاه زوریخ بود. وی از سال ۲۰۰۵ تا ۲۰۰۷ پژوهشگر مدعو در گروه زبان‌ها و تمدن‌های خاور نزدیک دانشگاه ییل بود. او از سال ۲۰۰۷ تا ۲۰۱۸ استاد مطالعات اسلامی در دانشگاه بن بود و از سال ۲۰۱۸ استاد ایران‌شناسی در دانشگاه گوتینگن است.
پژوهش‌ها و تدریس او بر امپراتوری مغول، طالع‌بینی، دانش و انتقال فرهنگ هند و ایرانی، اسماعیلیه، تاریخ علم و قبیله‌گرایی متمرکز است.

## گزیدهٔ آثار
- ʿAbd or-Raḥīm H̱ān-e H̱ānān (964–1036/1556–1627). Staatsmann und Mäzen. Berlin 1996, ISBN 3-87997-258-3.
- Stamm und Macht. Die arabischen Stämme im 2. und 3. Jahrhundert der Hiǧra. Wiesbaden 2002, ISBN 3-89500-288-7.
- mit Ghasem Toulany: Lehrbuch der persischen Sprache. Hamburg 2016, ISBN 978-3-87548-761-9.
- mit Anna Kollatz (Hrsg.): The ceremonial of audience. Transcultural approaches. Göttingen 2019, ISBN 3-8471-0887-5.